# Samar Ben Koelleb
Samar Ben Koelleb (nascida em 15 de novembro de 1995) é um atleta tunisiana que compete tanto em arremesso de peso quanto em disco pelo seu país. Ela conquistou a medalha de prata no arremesso de peso das mulheres F41 nos Jogos Paraolímpicos de 2016, e medalhas de bronze nos dois desportos no Campeonato Mundial de Atletismo de 2017.

## Carreira
Nascida em 15 de novembro de 1995 na Tunísia, Samar Ben Koelleb compete pelo seu país no lançamento de disco e no arremesso de peso. Ben Koelleb competiu nas Paraolimpíadas de 2016 no Rio de Janeiro, Brasil. Participando do arremesso de peso F41 no primeiro dia dos jogos, ela lançou a uma distância de 8,36 metros para ganhar a medalha de prata atrás da companheira tunisiana Raoua Tlili com um lance de 10,19 metros. Ela também competiu na competição de arremesso de disco F41, mas caiu fora das posições do pódio que foram tomadas pela atleta irlandêsa Niamh McCarthy em prata, e pelas colegas tunisianas Fathia Amaimia em bronze, e Tlili que mais uma vez conquistou a medalha de ouro.
No World Para Athletics Grand Prix, realizado em 2017 em Tunes, Ben Koelleb ganhou novamente a medalha de prata na competição de discos F41 no primeiro dia. Ela lançou a 8,59 metros, e só foi ultrapassada mais uma vez por Tlili com 9.7 metros. No final daquele ano, ela disputou o Campeonato Mundial de Atletismo em Londres, no local dos Jogos Paraolímpicos de 2012. Nesta ocasião, Ben Koelleb ganhou duas medalhas, uma de bronze em cada um dos arremessos de peso F41 e disco.